# André Pereira
André Filipe Ferreira Coelho Pereira (Milheirós, Portugal, 5 de mayo de 1995), más conocido como André Pereira, es un futbolista portugués que juega de delantero y se encuentra sin equipo tras abandonar el Rio Ave F. C.

## Clubes
| Club                          | País     | Año       | Partidos | Goles |
| ----------------------------- | -------- | --------- | -------- | ----- |
| Varzim S. C.                  | Portugal | 2014      | 0        | 0     |
| S. C. Espinho                 | Portugal | 2014-2015 | 31       | 5     |
| A. D. Sanjoanense             | Portugal | 2015-2017 | 42       | 13    |
| F. C. Oporto "B"              | Portugal | 2017-2018 | 32       | 12    |
| F. C. Oporto                  | Portugal | 2018-2020 | 24       | 3     |
| Vitória de Setúbal (cedido)   | Portugal | 2018      | 13       | 4     |
| Vitória de Guimarães (cedido) | Portugal | 2019-2020 | 19       | 3     |
| Real Zaragoza (cedido)        | España   | 2020      | 8        | 0     |
| Rio Ave F. C.                 | Portugal | 2020-2024 | 52       | 2     |

## Palmarés

### Títulos nacionales
| Título                | Club         | País     | Año  |
| --------------------- | ------------ | -------- | ---- |
| Primeira Liga         | F. C. Oporto | Portugal | 2018 |
| Supercopa de Portugal | F. C. Oporto | Portugal | 2018 |